# Atlanta Thrashers

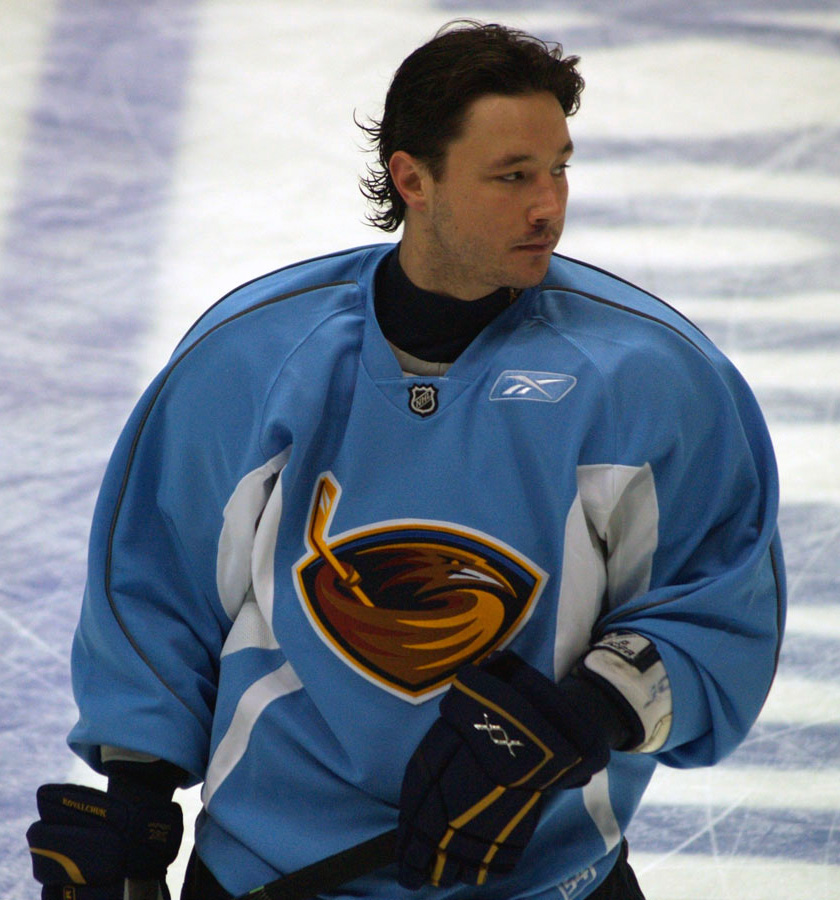
Uniforme dels Atlanta Thrashers.

Els Atlanta Thrashers són un equip professional d'hoquei sobre gel de la ciutat d'Atlanta (Geòrgia (Estats Units)) que juga a la National Hockey League, a la Divisió Sud-est de la Conferència Est.
L'equip comparteix el Philips Arena de 19.000 espectadors amb els Atlanta Hawks de l'NBA.
L'equip fou fundat el 1999 i juga amb jersei blau cel i amb pantalons de color blau fosc a casa, i amb jersei blanc i pantalons blaus a fora.

## Història
La ciutat d'Atlanta va rebre per part de la National Hockey League una franquícia d'expansió el 25 de juny de 1997. Aquesta suposaria el retorn de la màxima competició d'hoquei a la ciutat, després de la presència dels Atlanta Flames des de 1972 fins a 1980, any en què aquesta franquícia es va traslladar a Calgary. El nom del nou equip va ser escollit mitjançant una enquesta entre els seguidors, optant finalment per Thrashers, au oficial de l'Estat de Geòrgia, i jugaria seus partits en el Philips Arena. La seva primera elecció del draft el 1999 va ser Patrick Stefan.
Els Thrashers van debutar el 2 d'octubre de 1999 amb una derrota davant dels New Jersey Devils per 4-1, i el primer gol en la història del club va ser anotat pel capità Kelly Buchberger.
El 21 de setembre de 2003 l'equip va ser venut a un grup d'executius del conglomerat empresarial Time Warner, juntament amb l'equip de l'NBA dels Atlanta Hawks, que comparteixen pavelló amb els Thrashers. Aquest mateix mes la tragèdia es va encebar amb els Thrashers, quan la seva estrella Dany Heatley va tenir un accident amb el seu Ferrari en què va resultar greument ferit i en què va morir el seu company d'equip Dan Snyder, que anava al seu costat. Els Thrashers van dedicar els uniformes de la temporada 2003-04 a la memòria del mort i els seus jugadors van portar pegats negres amb el nombre de Snyder, el 37. Heatley va ser acusat posteriorment per un tribunal de càrrecs criminals per imprudència al volant, que el va condemnar a tres anys sense carnet i serveis comunitaris, i va abandonar el club la temporada següent rumb a Ottawa. En aquest traspàs estaria implicat el jugador eslovac Martin Hoss.
Després de diverses temporades de resultats discrets, els Atlanta Thrashers van aconseguir per primera vegada en la seva història la classificació als playoff en la temporada 2006-07, amb l'afegit de fer-ho com a líder de la seva divisió. Aquesta mateixa campanya Martin Hoss anotaria els seus primers 100 punts en una temporada (43 gols i 57 assistències), superant l'anterior rècord de la franquícia establert per Ilya Kovalchuk a 98. Però en els playoffs no van tenir tanta sort i van caure en primera ronda davant dels New York Rangers.